# Paula Canerva
Paula Canerva   (1953) va ser una esquiadora alpina andorrana.

## Werdegang
Canerva va formar part de l'equip de quatre andorrà a la Copa del Món d'esquí alpí de 1970 a Val Gardena (Itàlia), amb el qual Andorra va participar per primera vegada en una Copa del Món d'Esquí Alpí.
A la baixada, va acabar el 31è lloc entre 43 esquiadors classificats, a l'eslàlom, a la primera volta.